# Сапронов, Пётр Александрович
Пётр Александрович Сапронов (род. 5 октября 1947 г.) — петербургский культуролог, философ, богослов. Доктор культурологии, доцент, ректор Института богословия и философии.

## Научная и образовательная деятельность
Окончил философский факультет Ленинградского государственного университета. С 1992 года основатель и ректор Санкт-Петербургского Института богословия и философии, в котором читает курсы по культурологии, русской культуре, живописи. Главный редактор журнала Института богословия и философии «Начало». В 2011 году защитил докторскую диссертацию по теории и истории культуры на тему «Власть как культурно-историческая реальность». Преподаватель философии на кафедре церковно-музыкальных и педагогических дисциплин Санкт-Петербургской духовной академии. Регулярный участник передач на радио «Град Петров». Автор более 20 монографий, в которых исследует такие темы, как история русской культуры, русская философия, героизм, власть в метафизическом и историческом измерении, проблемы ничто и нигилизма, человек в философии и богословии, западная живопись в её христианских основаниях.
Свой подход к пониманию культурологии П. А. Сапронов формулирует в «Курсе лекций по теории и истории культуры» (1998). Согласно ему,

культурология призвана быть «философией» эпохи, что закрепляет за ней уникальный способ бытия среди других дисциплин. В этом случае культурология изучает то, что во французской «новой исторической науке» назвали менталитетом, а в германской культурфилософии – душой культуры, т. е. внутренний мир человека определенной эпохи, что есть способ самоощущения человека, способ мировосприятия, где мысль не отделена от эмоции.
Культурология занимается тем, что, изучая артефакты (тело культуры), воссоздает картину мира, точнее множество картин мира (мифологическую, художественную, религиозную, научную и т. д.), которые и последовательно сменяют друг друга в качестве доминирующих в определенную эпоху, и сосуществуют. <…>
По сути, всевозможные формы мироотношения людей имеют в качестве своего фундамента проблему индивидуально-человеческого существования, или тему самоопределения человека.
Данную константу выделяет П. А. Сапронов из списка «вечных мотивов», через призму которых можно исследовать внутренний мир человека различных эпох.
 

## Основные научные работы

### Монографии
1. Феномен героизма. СПб., 1997 г., 2-е издание СПБ., 2005 г.;
2. Культурология. Курс лекций по теории и истории культуры. СПб., 1998, 2-е издание — СПб., 2001 г. 3-е издание — СПб., 2003 г.;
3. Русская философия. Опыт типологической характеристики. СПб., 2000 г.;
4. Власть как метафизическая и историческая реальность. СПб., 2001 г.;
5. Реальность человека в богословии и философии. СПб., 2004 г.;
6. Русская культура IX—XX вв. Опыт осмысления. СПб., 2005 г.;
7. Русская софиология и софийность. СПб., 2006 г.;
8. Русская философия. Проблема своеобразия и основные линии развития. СПб., 2008 г.;
9. «Я»: онтология личного местоимения. СПб., 2008 г.;
10. Власть: прошлое и будущее. М., 2008 г.;
11. Путь в ничто. Очерки русского нигилизма. СПБ., 2010.;
12. О бытии ничто. СПб., 2011.;
13. Россия и свобода. СПб., 2010;
14. Российские государственные деятели и русский миф, СПб., 2012.;
15. Человек среди людей. СПб., 2014.;
16. Человек и Бог в западно-европейской живописи XIV—XX в. СПб. , 2014.;
17. Христианство в произведениях западно-европейских и русских художников. СПб., 2015;
18. Словарь ключевых понятий христианского богословия. СПб., 2020;
19. Русская литература XIX века и культурные доминанты русского мира. СПб., 2022;
20. Мифология секулярной культуры. СПб., 2023.

### Статьи
- Список статей в каталоге РИНЦ
- Публикации П. А. Сапронова в журнале «Начало»

## Рецензии
- Дмитриева Н. А. Рецензия на книгу П. А. Сапронова «Русская философия. Проблема своеобразия и основные линии развития» // Социальные и гуманитарные науки. Отечественная и зарубежная литература. Серия 3: философия. N. 3, 2010, стр. 181—192.
- Иванов О. Е. Философский извод образа мира как творения Божия в работах П.А. Сапронова // Журнал «Начало» №18, 2008 г.
- Сорокин П. А. Рецензия на книгу П. А. Сапронова «Путь в ничто. Очерки русского нигилизма» // Вестник Православного Свято-Тихоновского гуманитарного университета. Серия 1: богословие, философия. N. 2 (34), 2011, стр. 123—128.
- Osokin Artem, Voronova Irina. Reflecting on the «Way to Nothing. Essays on Russian Nihilism» by P.A. Sapronov // Project Management and Scientific Developments. Part 2. Aus Publishers, Melbourne, 2021, p. 106—114.